# B. Ruby Rich
B. Ruby Rich (geboren in Boston, Massachusetts) ist eine US-amerikanische Filmkritikerin, Filmwissenschaftlerin und Essayistin sowie Professorin für Film und Digital Media sowie Social Documentation an der University of California, UC Santa Cruz.

## Leben und Werk
Rich begann ihre Karriere im Bereich Filmausstellungen als Mitbegründerin der Woods Hole Film Society. Im Jahr 1973 wurde sie stellvertretende Direktorin des heutigen Gene Siskel Film Center am Art Institute of Chicago. Nachdem sie als Filmkritikerin für den Chicago Reader gearbeitet hatte, zog sie nach New York City und wurde Direktorin des Filmprogramms des New York State Council on the Arts, wo sie zehn Jahre lang tätig war.
Während sie in New York City lebte, begann sie für die Village Voice zu schreiben. Dann zog sie nach San Francisco, wo sie zunächst an der University of California, Berkeley, und dann an der UC Santa Cruz zu lehren begann. Als Professorin für Film und digitale Medien baute sie dort das Graduiertenprogramm für sozial engagierten Dokumentarfilm mit auf.
Rich prägte den Begriff des New Queer Cinema 1992 in einem Artikel für die Village Voice, der in Sight and Sound abgedruckt wurde. In dem Artikel identifizierte Rich eine Welle von Filmen, die auf Filmfestivals wie Sundance und TIFF „kollidierten“. Rich behauptete dort, dass diese unabhängigen Filme, die von und für queer identifizierte Menschen gedreht wurden, eine radikale Ästhetik nutzten, um Homophobie zu bekämpfen, das Trauma der AIDS-Epidemie zu verarbeiten und komplexe queere Subjektivitäten anzusprechen, während sie gleichzeitig dringend notwendige Diskussionen über Rassismus einführten. Der Begriff wurde zum zentralen Konzept der Queer-Filmkritik und -wissenschaft. Ein Beispiel ist ihre Analyse des Filmes Die Satansweiber von Tittfield.
Im Jahr 2013 übernahm Rich die Position der Chefredakteurin von Film Quarterly. Sie organisierte den Redaktionsausschuss neu und führte die Website mit mehreren neuen Funktionen ein, darunter die Kolumne „Quorum“ und Videoaufzeichnungen von FQ-Webinaren.
Richs Präsenz bei Filmfestivals (wie Sundance Film Festival, wo sie bereits zu den ersten Mitgliedern des Auswahlkomitees gehörte, Toronto International Film Festival, wo sie 2002 als internationale Programmgestalterin fungierte, Telluride, wo sie 1996 als Gastdirektorin fungierte, und The Provincetown International Film Festival, wo sie jedes Frühjahr auftritt) war von großer Bedeutung. Ihre Filmkritiken in großen nationalen Publikationen und ihre Kommentare in öffentlich-rechtlichen Sendungen wie The World, Independent View und All Things Considered haben ihr den Ruf einer „zentralen Figur“ der Filmwissenschaft und -kultur eingebracht.

## Auftritte in Filmen
Rich trat 2009 in dem Dokumentarfilm For the Love of Movies: The Story of American Film Criticism auf. Hier diskutierte sie über die Anziehungskraft des Films „Die fabelhafte Welt der Amélie“. Ebenso hatte Rich in dem Film !Women Art Revolution einen Auftritt.

## Publikationen

### Monografien
- Chick Flicks: Theories and Memories of the Feminist Film Movement. Duke University Press, 1998. 978-0822321217
- New Queer Cinema: The Director’s Cut. Duke University Press, 2013, ISBN 978-0-8223-9969-8

### Beiträge und Essays
- „Film [sic]“ – Editorial in Film Quarterly, Winter 2013–14

- Editorial „Revisiting the Decade: A World, and Cinema, in Upheaval“ – Film Quarterly, Herbst 2023, ihr vierzigster und letzter Editorial-Beitrag als Chefredakteurin

## Auszeichnungen
- 2002 Emmy für On‑Screen-Kommentare in Independent Lens
- 2006 Lifetime Achievement Award der Society for Cinema and Media Studies
- 2007 James Brudner Memorial Prize, Yale University.
- 2012 erhielt sie den Frameline Award für Beiträge zur LGBT‑Kultur – als erste Kritikerin seit Vito Russo.
- 2014 „Queer Icon“ Maguey Award beim Guadalajara Film Festival
- 2017 Ehrung durch Retrospektive in London („Being Ruby Rich“).[6]